# Ginástica nos Jogos Olímpicos de Verão de 1904 - Triatlo
A final do triatlo da ginástica artística nos Jogos Olímpicos de Verão de 1904 contou com a participação de quase 120 ginastas, que competiram entre os dias 1 e 2 de julho de 1904.

## Medalhistas
| Ouro   | SUI Adolf Spinnler |
| Prata  | USA Julius Lenhart |
| Bronze | GER Wilhelm Weber  |

## Aparelhos disputados
- Salto sobre o cavalo
- Cavalo com alças
- Barra fixa
- Barras paralelas

Nota: o cavalo com alças e o salto fizeram parte de um único evento dentro da disputa do triatlo.

## Final
Sem as disputas da qualificatória, os ginastas disputaram diretamente as medalhas, com um total em nota a ser atingido de 45,000, divididos entre duas performances obrigatórias e uma opcional.
| Pos.              | Ginasta             | Nação              | Pontuação |
| ----------------- | ------------------- | ------------------ | --------- |
| Medalha de ouro   | Adolf Spinnler      | SUI Suíça          | 43,390    |
| Medalha de prata  | Julius Lenhart      | USA Estados Unidos | 43,000    |
| Medalha de bronze | Wilhelm Weber       | GER Alemanha       | 41,600    |
| 4                 | Hugo Peitsch        | GER Alemanha       | 41,560    |
| 5                 | Otto Wiegand        | GER Alemanha       | 40,820    |
| 6                 | Otto Steffen        | USA Estados Unidos | 39,530    |
| 7                 | William Andelfinger | USA Estados Unidos | 39,030    |
| 8                 | Andreas Kempf       | USA Estados Unidos | 38,970    |
| 9                 | Ernst Mohr          | GER Alemanha       | 38,900    |
| 10                | George Eyser        | USA Estados Unidos | 38,700    |
| 11                | Wilhelm Lemke       | GER Alemanha       | 37,750    |
| 12                | Anton Heida         | USA Estados Unidos | 37,720    |
| 13                | Christian Busch     | GER Alemanha       | 37,620    |
| 14                | John Bissinger      | USA Estados Unidos | 37,570    |
| 15                | Charles Umbs        | USA Estados Unidos | 37,490    |
| 16                | Theodore Gross      | USA Estados Unidos | 37,190    |
| 17                | Adolph Weber        | GER Alemanha       | 36,720    |
| 18                | Otto Boehnke        | USA Estados Unidos | 36,500    |
| 19                | Philip Kassel       | USA Estados Unidos | 35,660    |
| 20                | William Horschke    | USA Estados Unidos | 35,630    |
| 21                | Emil Schwegler      | USA Estados Unidos | 35,570    |
| 22                | John Duha           | USA Estados Unidos | 35,320    |
| 23                | George Stapf        | USA Estados Unidos | 35,270    |
| 24                | William Merz        | USA Estados Unidos | 35,260    |
| 25                | Gustav Mueller      | USA Estados Unidos | 35,120    |
| 26                | Emil Rothe          | USA Estados Unidos | 34,870    |
| 27                | Harry Hansen        | USA Estados Unidos | 34,200    |
| 28                | G. Hermerrling      | USA Estados Unidos | 33,970    |
| 29                | Reinhard Wagner     | USA Estados Unidos | 33,730    |
| 30                | John Dellert        | USA Estados Unidos | 33,710    |
| 31                | Charles Sorum       | USA Estados Unidos | 33,400    |
| 32                | Julian Schmitz      | USA Estados Unidos | 33,380    |
| 33                | Max Wolf            | USA Estados Unidos | 33,250    |
| 34                | Emil Beyer          | USA Estados Unidos | 33,200    |
| 35                | Robert Herrmann     | USA Estados Unidos | 32,990    |
| 36                | Lorenz Spann        | USA Estados Unidos | 32,920    |
| 37                | Fred Schmind        | USA Estados Unidos | 32,900    |
| 38                | Ragnar Berg         | USA Estados Unidos | 32,850    |
| 39                | George Mayer        | USA Estados Unidos | 32,660    |
| 40                | Andrew Neu          | USA Estados Unidos | 32,610    |
| 41                | William Traband     | USA Estados Unidos | 31,960    |
| 42                | Emil Voigt          | USA Estados Unidos | 31,930    |
| 43                | P. Gussmann         | USA Estados Unidos | 31,820    |
| 44                | Rudolf Krupitzer    | USA Estados Unidos | 31,680    |
| 45                | Charles Krause      | USA Estados Unidos | 31,610    |
| 46                | Martin Ludwig       | USA Estados Unidos | 31,430    |
| 47                | Christian Deubler   | USA Estados Unidos | 31,130    |
| 48                | Frank Raad          | USA Estados Unidos | 30,890    |
| 49                | Oliver Olsen        | USA Estados Unidos | 30,870    |
| 50                | Max Hess            | USA Estados Unidos | 30,790    |